# Torymus chaubattiensis
Torymus chaubattiensis is een vliesvleugelig insect uit de familie Torymidae. De wetenschappelijke naam is voor het eerst geldig gepubliceerd in 1952 door Bhatnagar.